# Leptolalax nahangensis
Leptolalax nahangensis — вид жаб родини азійські часничниці (Megophryidae). 

## Поширення
Цей вид є ендеміком провінції Туєнкуанг на півночі В'єтнаму. Його природними місцями проживання є субтропічний вологий низовинний ліс, річки і печери. Цей вид було знайдено неподалік від входу в печеру у заповіднику На Ханг.

## Опис
Leptolalax nahangensis є жабою середнього розміру: самці сягають до 41 мм (1,6 дюйма). Його спина коричневого забарвлення з великими, неправильної форми плямами. На боках є золотисті проблиски, що описані як «золотий пірсинг».